# Nava aeriană
Nava aeriană (rusă Воздушный корабль) este un roman științifico-fantastic de Aleksandr Beleaev. Romanul este dedicat construcției de dirijabile și se bazează în mare măsură pe ideile savantului Konstantin Țiolkovski. A fost publicat pentru prima oară în revista Vokrug sveta (nr. 10-12 din 1934, nr. 1-6 din 1935).

## Prezentare
Scrierea oarecum naivă, în spiritul timpului, prezintă utilizarea unor aeronavelor mai ușoare decât aerul și nemotorizate (deja depășită în epoca apariției) în zboruri mai lungi pentru transportul bunurilor.

## Legături externe
- Nava aeriană la fantlab.ru

## Vezi și
- 1935 în literatură